# Terradets
Terradets är ett bergspass i Spanien.   Det ligger i provinsen Província de Lleida och regionen Katalonien, i den nordöstra delen av landet, 400 km öster om huvudstaden Madrid. Terradets ligger 345 meter över havet.
Terrängen runt Terradets är varierad. Terradets ligger nere i en dal. Runt Terradets är det mycket glesbefolkat, med 2 invånare per kvadratkilometer. Närmaste större samhälle är Tremp, 14,9 km norr om Terradets. 